# 굿모닝FM 제주
굿모닝FM 제주는 제주MBC FM4U(제주시 FM 90.1MHz, 서귀포시 FM 102.9MHz, 제주시 서부 FM 102.5MHz)에서 매일 아침 8시부터 아침 9시까지 방송되었던 아침정보 라디오 프로그램이었다. 2023년 12월 30일 자로 16년만에 폐지되었다.

## 주파수
- FM 90.1MHz (제주), FM 102.9MHz (서귀포), FM 102.5MHz (제주 서부)

## DJ
- 장인정 아나운서

## 같이 보기
- 제주문화방송
- MBC FM4U
- 굿모닝FM 테이입니다